# Maj Helen Sorkmo
Maj Helen Sorkmo, gebürtig Nymoen (* 14. August 1969 in Os), ist eine ehemalige norwegische Skilangläuferin.

## Werdegang
Sorkmo, die für den IL Trysilgutten und den OS IL startete, trat zwischen 1991 und 2003 an Wettbewerben der FIS an. Dabei erzielte sie zwei Weltcupsiege, beide in Staffelwettbewerben der Weltcup-Saison 2002/03. Außerdem kam sie mit der Staffel viermal auf den dritten und dreimal auf den zweiten Platz. Ihre besten Einzelplatzierungen im Weltcup waren jeweils der zweite Platz im Sprint im Dezember 1998 in Engelberg und im Dezember 1999 in Kitzbühel und drei dritte Plätze im Sprint. In der Saison 1999/2000 erreichte sie mit drei Top-Zehn-Platzierungen im Weltcupeinzel den 12. Platz im Gesamtweltcup und den fünften Rang im Sprintweltcup ihre besten Gesamtplatzierungen. Im Dezember 1994 holte sie in Ilomantsi über 5 km klassisch und 10 km Freistil ihre einzigen Siege im Continental-Cup. Zudem nahm Sorkmo zwei Mal an Olympischen Winterspielen teil. Ihr bestes Resultat erreichte sie mit dem sechsten Platz im Sprintwettbewerb der Damen bei den Olympischen Winterspielen 2002 in Salt Lake City. Bei Nordischen Skiweltmeisterschaften waren zwei 14. Plätze ihre besten Ergebnisse. Diese erzielte sie über 5 Kilometer klassisch bei den Weltmeisterschaften 1999 sowie 2003 im Sprint in der freien Technik. Bei norwegischen Meisterschaften errang sie im Einzel fünfmal den dritten und einmal den zweiten Platz. Mit der Staffel von IL Trysilgutten wurde sie im Jahr 1995 norwegische Meisterin.

## Erfolge

### Weltcupsiege im Team
| Nr. | Datum             | Ort    | Disziplin          |
| --- | ----------------- | ------ | ------------------ |
| 1.  | 24. November 2002 | Kiruna | 4 × 5 km Staffel 1 |
| 2.  | 8. Dezember 2002  | Davos  | 4 × 5 km Staffel 2 |

### Siege bei Continental-Cup-Rennen
| Nr. | Datum             | Ort       | Disziplin      | Serie           |
| --- | ----------------- | --------- | -------------- | --------------- |
| 1.  | 10. Dezember 1994 | Ilomantsi | 5 km klassisch | Continental Cup |
| 2.  | 11. Dezember 1994 | Ilomantsi | 10 km Freistil | Continental Cup |

## Platzierungen im Weltcup

### Weltcup-Statistik
Die Tabelle zeigt die erreichten Platzierungen im Einzelnen.
- 1.–3. Platz: Anzahl der Podiumsplatzierungen
- Top 10: Anzahl der Platzierungen unter den ersten zehn
- Punkteränge: Anzahl der Platzierungen innerhalb der Punkteränge
- Starts: Anzahl gelaufener Rennen in der jeweiligen Disziplin
- Hinweis: Bei den Distanzrennen erfolgt die Einordnung gemäß FIS.

| Platzierung         | Distanzrennen a | Distanzrennen a | Distanzrennen a | Distanzrennen a | Distanzrennen a | Skiathlon Verfolgung | Sprint | Etappen- rennen b | Gesamt | Team c | Team c  |
| Platzierung         | ≤ 5 km          | ≤ 10 km         | ≤ 15 km         | ≤ 30 km         | > 30 km         | Skiathlon Verfolgung | Sprint | Etappen- rennen b | Gesamt | Sprint | Staffel |
| ------------------- | --------------- | --------------- | --------------- | --------------- | --------------- | -------------------- | ------ | ----------------- | ------ | ------ | ------- |
| 1. Platz            |                 |                 |                 |                 |                 |                      |        |                   |        |        | 2       |
| 2. Platz            |                 |                 |                 |                 |                 |                      | 2      |                   | 2      |        | 3       |
| 3. Platz            |                 |                 |                 |                 |                 |                      | 3      |                   | 3      |        | 4       |
| Top 10              | 2               | 1               |                 |                 |                 |                      | 16     |                   | 19     | 2      | 25      |
| Punkteränge         | 21              | 23              | 15              | 9               | 1               | 6                    | 29     |                   | 104    | 2      | 25      |
| Starts              | 27              | 29              | 22              | 11              | 1               | 10                   | 31     |                   | 131    | 2      | 27      |
| Stand: Karriereende |                 |                 |                 |                 |                 |                      |        |                   |        |        |         |

### Weltcup-Gesamtplatzierungen
| Saison    | Gesamt | Gesamt | Langdistanz | Langdistanz | Sprint | Sprint |
| Saison    | Punkte | Platz  | Punkte      | Platz       | Punkte | Platz  |
| --------- | ------ | ------ | ----------- | ----------- | ------ | ------ |
| 1993/94   | 11     | 52.    | -           | -           | -      | -      |
| 1994/95   | 41     | 40.    | -           | -           | -      | -      |
| 1995/96   | 98     | 26.    | -           | -           | -      | -      |
| 1996/97   | 77     | 33.    | 5           | 45.         | 72     | 21.    |
| 1997/98   | 116    | 24.    | 22          | 31.         | 94     | 20.    |
| 1998/99   | 127    | 23.    | 50          | 22.         | 222    | 12.    |
| 1999/2000 | 315    | 12.    | 37 86       | 23. 21.     | 192    | 5.     |
| 2000/01   | 90     | 38.    | -           | -           | 56     | 31.    |
| 2001/02   | 199    | 24.    | -           | -           | 203    | 7.     |
| 2002/03   | 202    | 22.    | -           | -           | 196    | 8.     |